# .gd
.gd je vrhovna internetska domena (country code top-level domain - ccTLD) za Grenadu. Domenom upravlja AdamsNames.

## Vanjske poveznice
- IANA .gd whois informacija  Arhivirana inačica izvorne stranice od 19. travnja 2006. (Wayback Machine)